# Plionoma suturalis
Plionoma suturalis là một loài bọ cánh cứng trong họ Cerambycidae.